# Agios Petros (Insel)
Agios Petros (griechisch Άγιος Πέτρος (m. sg.)) ist ein unbewohntes Eiland der Nördlichen Sporaden. Administrativ gehört die Insel zur Gemeinde Alonnisos im Regionalbezirk Sporaden der griechischen Region Thessalien.

## Lage
Das Eiland Agios Petros liegt in der Bucht von Agios Petros (Όρμος του Αγίου Πέτρου) im Südwesten Kyra Panagias etwa 100 m von deren Küste entfernt. 

## Geschichte
Die heute größtenteils vom Meer bedeckte prähistorische Siedlung von Agios Petros war während der Jungsteinzeit eine dauerhafte Niederlassung. Der Fundort wurde erstmals von Dimitrios Theocharis archäologisch erforscht. Die Ausgrabung unter Leitung von Nikos Efstratiou 1981 ergab drei aufeinander folgende Siedlungsphasen. Diese Funde wurden 1985 publiziert.
Die Hauptsiedlungszeit wird anhand bemalter Keramik mit hoch entwickelten dekorativen Motiven dem späten Früh- bis frühen Mittelneolithikum Thessaliens zugeordnet. Die Datierung mit der 14C-Methode ergab einen Siedlungszeitraum von 5700 bis 5500 bis 3800 v. Chr. zeitgleich mit der pre-Dimini-Phase. Eine zweite Siedlungsphase existierte von 3500 bis 2000 v. Chr.